# 湖北省鄂州市人民检察院
湖北省鄂州市人民检察院是中华人民共和国湖北省鄂州市的检察机关。于1984年2月由鄂城县人民检察院、鄂城市人民检察院改制建立。

## 历史沿革
1951年8月，鄂城县人民检察署成立，由县公安局长兼任检察长，其工作和行政管理均由县公安局代管，未设立专门的业务机构。1955年，根据《人民检察院组织法》规定，机构更名为鄂城县人民检察院，相应成立院党支部、院检察委员会。此时检察院下辖信访、办案、侦查三个组。1968年10月，受文化大革命影响，鄂城县人民检察院撤销。1978年10月，重设鄂城县人民检察院，1979年3月正式开展检察工作，10月全院建立审查批捕、审查起诉、法纪检察、经济检察、监所检察五科以及办公室，1980年11月成立院检察委员会，1981年7月成立院党组。1980年3月，由于县市分治，另设鄂城市人民检察院，4月成立审查批捕、审查起诉、法纪检察、经济检察四科以及办公室，1982年增设信访科和监所检察科，6月成立院党组，7月成立院检察委员会。1984年2月，鄂城县人民检察院与鄂城市人民检察院撤销，成立鄂州市人民检察院，下设鄂城、黄州两个区人民检察院。1987年5月1日，黄州区划归黄冈地区，黄州区人民检察院改属黄冈县。1987年11月25日，梁子湖区人民检察院成立，受鄂州市人民检察院管理。1987年12月，华容区人民检察院成立，受鄂州市人民检察院管理。

## 职责
1. 依照法律规定对有关刑事案件行使侦查权；
2. 对刑事案件进行审查，批准或者决定是否逮捕犯罪嫌疑人；
3. 对刑事案件进行审查，决定是否提起公诉，对决定提起公诉的案件支持公诉；
4. 依照法律规定提起公益诉讼；
5. 对诉讼活动实行法律监督；
6. 对判决、裁定等生效法律文书的执行工作实行法律监督；
7. 对看守所的执法活动实行法律监督；
8. 法律规定的其他职权。

## 机构设置
- 办公室
- 政治部
- 第一检察部
- 第二检察部
- 第三检察部
- 第四检察部
- 第五检察部
- 第六检察部
- 第七检察部
- 案件管理办公室（法律政策研究室）
- 检务督察部（巡察工作领导小组办公室）
- 检察技术信息部
- 司法行政事务管理局
- 司法警察支队

派出机构
- 葛店检察处

## 历任领导
历任检察长
| 姓名   | 任期                  | 备注                     |
| ------ | --------------------- | ------------------------ |
| 宋瑞林 | 1951年8月－1954年     |                          |
| 李育标 | 1954年－1955年        |                          |
| 王国祥 | 1955年1月－1958年1月  |                          |
| 杨洲涛 | 1963年3月－1965年4月  |                          |
| 王国祥 | 1965年4月－1968年10月 |                          |
| 主占元 | 1979年5月－1980年3月  |                          |
| 周启平 | 1980年4月－1984年2月  |                          |
| 主占元 | 1980年3月－1984年2月  | 任鄂城市人民检察院检察长 |
| 何志善 | 1984年2月－？         |                          |
| 卢杰昌 | 2017年1月－2022年1月  | [ 5 ]                    |
| 闫利国 | 2022年1月－           |                          |